# Paul Brouardel
Pour les articles homonymes, voir Brouardel.
Paul Camille Hippolyte Brouardel, né le 13 février 1837, place de l'Hôtel de Ville à Saint-Quentin dans l'Aisne et mort le 23 juillet 1906 à Paris, est un médecin français, spécialiste de médecine légale. Il a été doyen de la Faculté de médecine de Paris, membre de l'Académie de médecine et de l'Académie des sciences.

## Biographie
Né de Pierre Alexandre Brouardel (professeur de philosophie) et de Elisabeth Julie Gabrielle Coudray, il fait ses études secondaires d'abord au collège des Bons-Enfants de Saint-Quentin puis à Orléans et au lycée Saint-Louis de Paris, où son père avait été muté.
Il épouse vers 1887, Laure Lapierre qui sera connue comme artiste peintre sous le nom de Laure Brouardel,.
En 1858, il est externe à l’hôpital Cochin où il rencontre Étienne-Jules Marey. Premier au concours de l’internat l’année suivante, il obtient le prix de l’école pratique en 1863 et soutient en 1865 sa thèse - très volumineuse- intitulée Tuberculisation des organes génitaux de la femme à la faculté de Paris dont il deviendra plus tard le doyen. Auguste Comte et Claude Bernard exercent alors sur lui une influence qui perdurera dans son œuvre.
Il dirige à partir de 1873 le service médical de l’hôpital Saint-Antoine puis celui de la Pitié.
En 1879, titulaire de la chaire de médecine légale, il instaure l’enseignement pratique de la morgue en créant les premiers laboratoires de recherche pour les étudiants. Expert près des tribunaux, il a contribué par  sa pratique à construire cette fonction en l'ancrant dans la recherche objective de la preuve.
À partir de 1884, il dirige le Comité consultatif d'hygiène publique de France qui dépend de l'autorité du Ministre de l'Intérieur: il est une sorte de ministre officieux de la Santé. En 1886 il devient le doyen de l'École de médecine de Paris, signe de l'installation définitive du pasteurisme dans le milieu médical.
Il compte parmi les proches de Louis Pasteur dont il a très tôt épousé les thèses. C'est d'ailleurs son assistant, le Dr Grancher, qui pratique la première vaccination anti-rabique. Le rapport à l'Académie de médecine de 1887 concernant la rage est prononcé par Brouardel. Il  prononcera encore l'éloge funèbre de Pasteur en 1895.
Paul Brouardel est élu membre de l'Académie des sciences le 5 décembre 1892 (division des académiciens libres). Il est élu en 1899 président de l’Association française pour l'avancement des sciences (AFAS).

## Distinctions
- Commandeur de l'ordre du Mérite agricole (1900)
- Grand officier de la Légion d'honneur

## Travaux
Dans les premières années de la Troisième République, il a joué un rôle déterminant dans la promotion de l'hygiénisme . Commissaire du gouvernement, il joua un rôle essentiel dans l'adoption  de la loi du 30 novembre 1892 sur l'exercice de la médecine et la répression du charlatanisme ; cette loi qu'il défendit article par article, et sur laquelle il avait travaillé pendant vingt ans, est d'ailleurs communément appelée « loi Brouardel ». Elle ouvre aussi aux médecins, aux dentistes et aux sages-femmes le droit de se constituer en associations ou en syndicats professionnels.
Actif dans la lutte antituberculeuse, il soutint aussi la loi du 15 février 1902 relative à la protection de la santé publique qui est à l’origine du code de la santé publique.
S'il n'a jamais directement brigué de mandat politique, il a manifesté ses opinions: à la fin du Second Empire, il déclara ses affinités républicaines et prit les armes contre les Communards. Il fut considéré à la fin de sa vie comme une figure éminente de la médecine française. Il mourut de tuberculose.
Il est enterré au cimetière du Montparnasse. L'avenue du Docteur-Brouardel (7e arrondissement de Paris) existe depuis 1907.

## Œuvres et publications

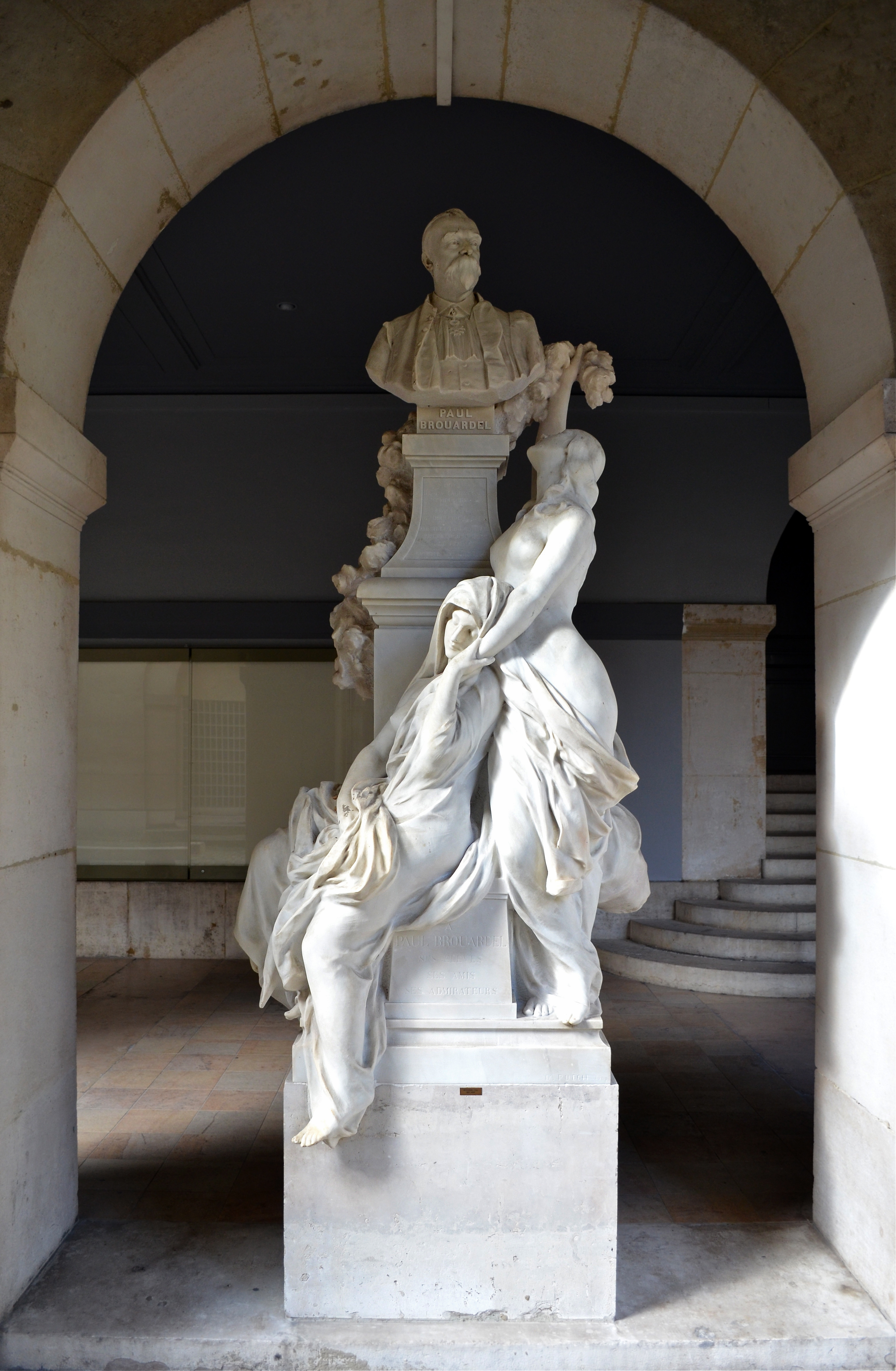
Monument à la gloire de Paul Brouardel par Denys Puech, élevé le 20 juillet 1909 par souscription publique, dans le cloître des Cordeliers de la Faculté de médecine de Paris, actuelle université Pierre-et-Marie-Curie.

- De la tuberculisation des organes génitaux de la femme, [thèse pour le doctorat en médecine, présentée et soutenue le 14 janvier 1865], A. Parent (Paris), 1865, Texte intégral.
- Lésions du rocher: carie, nécrose, Impr. Moquet (Paris), 1867, Texte intégral.
- Étude critique des diverses médications employées contre le diabète sucré, P. Asselin (Paris), 1869, lire en ligne sur Gallica.
- L'Urée et le foie, variations de la quantité de l'urée éliminée dans les maladies du foie, Masson (Paris), 1877, lire en ligne sur Gallica.
- Organisation du service des autopsies à la morgue [Rapports adressés à M. le Garde des Sceaux], Impr. de E. Martinet (Paris), 1879, lire en ligne sur Gallica.
- Affaire Pel, J.-B. Baillière et fils (Paris), 1886, 60 p.
- Le Secret médical, J.-B. Baillière et fils (Paris), 1887, lire en ligne sur Gallica.
- La Mort et la mort subite, J.-B. Baillière et fils (Paris), 1893, lire en ligne sur Gallica.
- Des Causes d'erreur dans les expertises relatives aux attentats à la pudeur, [mémoire la à la Société de médecine légale], J.-B. Baillière et fils (Paris), 1895, lire en ligne sur Gallica.
- Cours de médecine légale de la Faculté de médecine de Paris, [Dr Paul Reille, éditeur scientifique. Léon-Henri Thoinot (1858-1915), préfacier] J.-B. Baillière et fils (Paris), 1895-1909:

1. Tome 7: "L'exercice de la médecine et le charlatanisme" lire en ligne sur Gallica.
2. Tome 8: "Le mariage: nullité, divorce, grossesse, accouchement" lire en ligne sur Gallica.
3. Tome 9: "L'avortement" lire en ligne sur Gallica.
4. Tome 10: "Les empoisonnements criminels et accidentels" lire en ligne sur Gallica.
5. Tome 11: "Les asphyxies par les gaz, les vapeurs et les anesthésiques" lire en ligne sur Gallica.
6. Tome 13: "Les intoxications" lire en ligne sur Gallica.
7. Tome 14: "Les blessures et les accidents du travail" lire en ligne sur Gallica.

- Les explosifs et les explosions au point de vue médico-légal, J.-B. Baillière et fils (Paris), 1897, lire en ligne sur Gallica.
- L'infanticide J.-B. Baillière et fils (Paris), 1897, lire en ligne sur Gallica.
- La pendaison, la strangulation, la suffocation, la submersion, Librairie J.B. Baillière et fils (Paris), 1897, Texte intégral.
- La responsabilité médicale : secret médical, déclarations de naissance, inhumations, expertises médico-légales, J.-B. Baillière et fils (Paris), 1898, lire en ligne sur Gallica.

En collaboration
- avec  Léon-Henri Thoinot (1858-1915): La Fièvre typhoïde, J.-B. Baillière et fils (Paris), 1895, lire en ligne sur Gallica.
- avec E. Lagrue: Guerre à la tuberculose, livret d'éducation et d'enseignement antituberculeux, C. Delagrave (Paris), 1903, lire en ligne sur Gallica.
- avec Casimir Périer (président de la République française): Réunion du Bureau international de la tuberculose. Plan de campagne de la lutte contre la tuberculose en France, [Séance publique du 5 mai 1903. Allocution de M. Casimir-Périer], C. Naud (Paris), 1903, lire en ligne sur Gallica.
- La fièvre typhoïde dans les garnisons de France, non compris l'Algérie et la Tunisie, [rapport de M. le professeur P. Brouardel, président de la commission], Impr. nationale (Paris), 1906, lire en ligne sur Gallica.

Préfaces
- L'Hypnotisme et les états analogues au point de vue médico-légal, par le Dr Gilles de La Tourette, Plon, Nourrit et Cie (Paris), 1887, lire en ligne sur Gallica.
- Paul Loye: La Mort par la décapitation, Lecrosnier et Babé (Paris), 1888, Texte intégral.
- Manuel pratique de jurisprudence médicale, par Léonce-Charles Guerrier et Alexandre-Louis Rotureau, préface et introduction par M. le Dr Roger et M. le professeur Brouardel, G. Masson (Paris), 1890, lire en ligne sur Gallica.
- Atlas-manuel de médecine légale, par le professeur Eduard von Hofmann, édition française par Charles-Albert Vibert, J.-B. Baillière (Paris), 1899, lire en ligne sur Gallica.
- Introduction, rapports préparatoires, communications et discussions , [Troisième congrès international d'enseignement supérieur, tenu à Paris du 30 juillet au 4 août 1900] ; publ. par M. François Picavet, Congrès international d'enseignement supérieur (03 ; 1900 ; Paris), A. Chevalier-Marescq (Paris), 1902, lire en ligne sur Gallica.

## Bibliographie

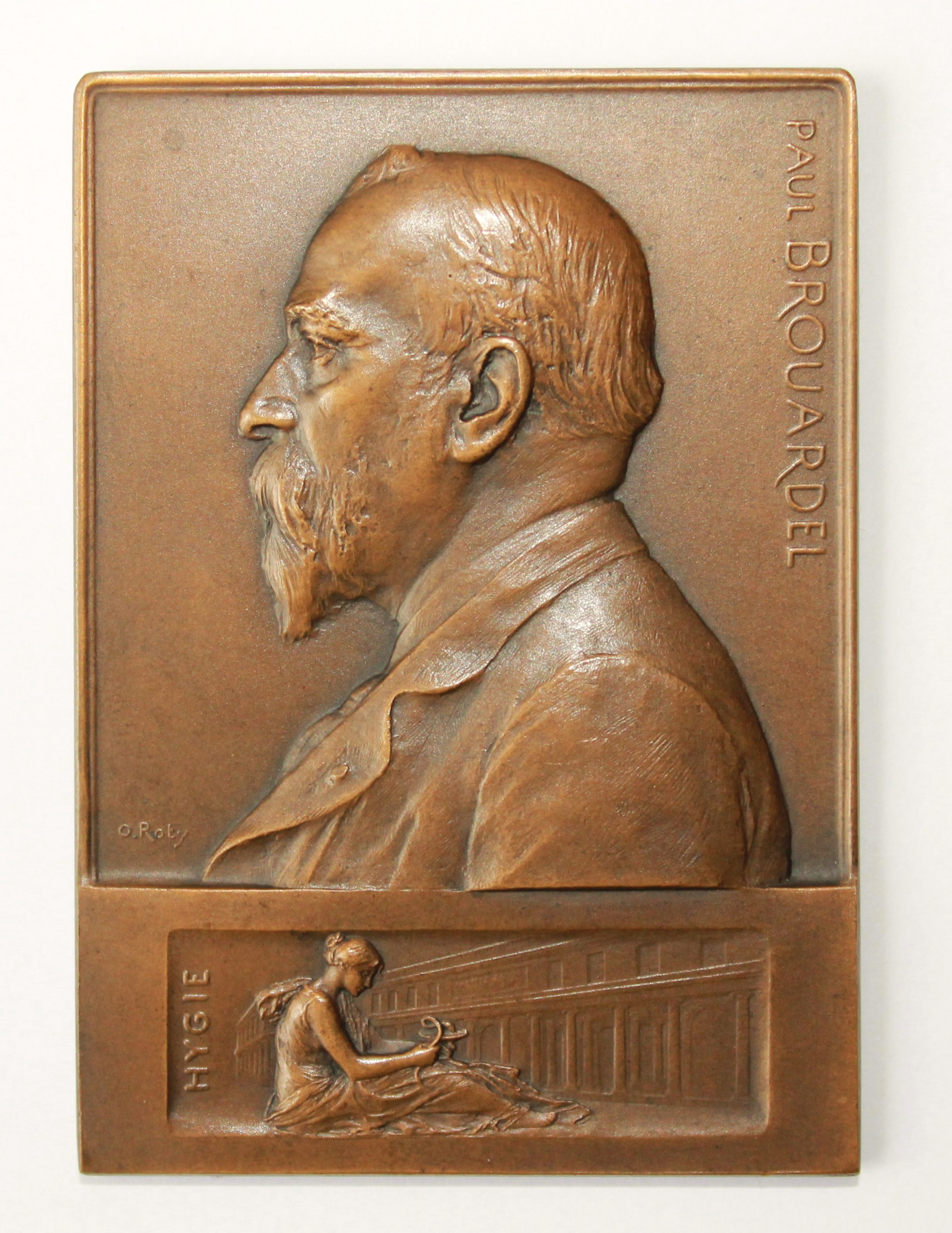
Médaille de P. Brouardel par Oscar Roty en 1902.